# ANGERME
ANGERME，前稱S/mileage，日本演藝經紀公司Up-Front Agency的女子偶像品牌Hello! Project旗下的女子偶像團體。
2009年4月從Hello! pro EGG中選出四名成員組成，號稱"日本裙子最短的偶像團體"，後於2010年5月26日發行出道單曲「愛做夢的15歲」正式出道，同年底隨即獲得第52回日本唱片大賞「最優秀新人賞」。
2011年8月14日加入準成員五人，但其中的小數賀芙由香因貧血問題在成為正式成員前就宣佈退出(痊癒後進入Hello! Pro研修生)，而其餘四人全部升格。
2015年1月1日起改名為由成員中西香菜提出的ANGERME。
2019年6月18日，初代隊長和田彩花畢業，也宣告初代團員全數離隊。

## 成員

### 現任成員
現任成員全為正式成員（2011年10月16日宣佈所有準成員升格為正式成員）
| 姓名       | 平假名記法        | 出生地   | 暱稱 ()內為非官方 | 生日          | 年齡 | 血型 | 加入日期       | 加入期數 | 代表色 | 備註                                 |
| ---------- | ----------------- | -------- | ----------------- | ------------- | ---- | ---- | -------------- | -------- | ------ | ------------------------------------ |
| 伊勢鈴蘭   | いせ れいら       | 北海道   | えびちゃん        | 2004年1月19日 | 21   | A    | 2018年11月23日 | 七期     | 橙     | 第四代隊長                           |
| 橋迫鈴     | はしさこ りん     | 愛知縣   | りんちゃん        | 2005年10月6日 | 19   | O    | 2019年7月3日   | 八期     | 純紅   | 原為Hello! Pro研修生第26期。         |
| 川名凜     | かわな りん       | 千葉縣   | なりんちゃん      | 2003年12月6日 | 21   | B    | 2020年11月2日  | 九期     | 綠     |                                      |
| 為永幸音   | ためなが しおん   | 長野縣   | しおんぬ          | 2004年2月9日  | 21   | O    | 2020年11月2日  | 九期     | 粉紅   | 副隊長，原為Hello! Pro研修生第28期。 |
| 松本若菜   | まつもと わかな   | 神奈川縣 | わーちゃん        | 2007年9月1日  | 17   | AB   | 2020年11月2日  | 九期     | 白     |                                      |
| 平山遊季   | ひらやま ゆき     | 神奈川縣 | ぺいぺい          | 2006年7月25日 | 18   | A    | 2021年12月30日 | 十期     | 淺綠   | 原為Hello! Pro研修生第30期。         |
| 下井谷幸穂 | しもいたに ゆきほ | 岡山縣   | ゆっぴょん        | 2006年8月4日  | 18   | O    | 2023年5月23日  | 十一期   | 熱粉紅 | 原為Hello! Pro研修生第34期。         |
| 後藤花     | ごとう はな       | 埼玉縣   | はなな            | 2008年6月5日  | 17   | O    | 2023年5月23日  | 十一期   | 海洋藍 | 原為Hello! Pro研修生第33期。         |

### 前成員
| 姓名         | 平假名記法          | 出生地   | 暱稱 ()內為非官方       | 生日           | 年齡 | 血型 | 加入日期       | 加入期數 | 畢業或離隊日期 | 代表色 | 備註                                                                                |
| ------------ | ------------------- | -------- | ----------------------- | -------------- | ---- | ---- | -------------- | -------- | -------------- | ------ | ----------------------------------------------------------------------------------- |
| 小川紗季     | おがわ さき         | 埼玉縣   | サキチィー              | 1996年11月18日 | 28   | A    | 2009年4月4日   | 一期     | 2011年8月27日  | 黃綠   |                                                                                     |
| 前田憂佳     | まえだ ゆうか       | 千葉縣   | ゆうかりん              | 1994年12月28日 | 30   | B    | 2009年4月4日   | 一期     | 2011年12月31日 | 粉紅   | 2011年12月31日畢業（引退）。                                                        |
| 福田花音     | ふくだ かのん       | 埼玉縣   | かにょん （まろ）       | 1995年3月12日  | 30   | A    | 2009年4月4日   | 一期     | 2015年11月29日 | 熱粉紅 | S/mileage時期代表色為紫色。                                                         |
| 和田彩花     | わだ あやか         | 群馬縣   | DAWA （あやちょ）       | 1994年8月1日   | 30   | A    | 2009年4月4日   | 一期     | 2019年6月18日  | 紅     | 第一代隊長 S/mileage時期代表色為藍色。                                              |
| 小数賀芙由香 | こすが ふゆか       | 神奈川縣 | ふ〜ちゃん              | 1997年11月19日 | 27   | O    | 2011年8月14日  | 準成員   | 2011年9月9日   | 橙     | 2011年9月9日因身體不適退出。 2012年2月加入Hello! Pro研修生。 2014年5月4日結束研修。 |
| 田村芽實     | たむら めいみ       | 群馬縣   | めいめい                | 1998年10月30日 | 26   | O    | 2011年8月14日  | 二期     | 2016年5月30日  | 紫     | S/mileage時期代表色為綠色。                                                         |
| 勝田里奈     | かつた りな         | 東京都   | りなぷ〜                | 1998年4月6日   | 27   | A    | 2011年8月14日  | 二期     | 2019年9月25日  | 橙     | S/mileage時期代表色為黃色。                                                         |
| 中西香菜     | なかにし かな       | 大阪府   | かななん                | 1997年6月4日   | 28   | A    | 2011年8月14日  | 二期     | 2019年12月10日 | 粉紅   | S/mileage時期代表色為水色。                                                         |
| 竹內朱莉     | たけうち あかり     | 埼玉縣   | タケちゃん （おでん）   | 1997年11月23日 | 27   | O    | 2011年8月14日  | 二期     | 2023年6月21日  | 藍     | 第二代隊長 S/mileage時期代表色為紅色。                                              |
| 相川茉穗     | あいかわ まほ       | 神奈川縣 | あいあい （まほちゃん） | 1999年3月26日  | 26   | A    | 2014年10月4日  | 三期     | 2017年12月31日 | 綠     | 2017年1月11日起因恐慌症暫時停止活動，同年12月31日從團體畢業並從藝能界引退。         |
| 室田瑞希     | むろた みずき       | 千葉県   | むろたん                | 1998年6月12日  | 27   | AB   | 2014年10月4日  | 三期     | 2020年3月22日  | 水     |                                                                                     |
| 佐佐木莉佳子 | ささき りかこ       | 宮城県   | むろたん                | 2001年5月28日  | 24   | A    | 2014年10月4日  | 三期     | 2024年6月19日  | 黃     |                                                                                     |
| 上國料萌衣   | かみこくりょう もえ | 熊本縣   | かみこ                  | 1999年10月24日 | 25   | O    | 2015年11月11日 | 四期     | 2025年6月18日  | 水藍   | 第三代隊長                                                                          |
| 笠原桃奈     | かさはら ももな     | 神奈川縣 | かっさー                | 2003年10月22日 | 21   | A    | 2016年7月16日  | 五期     | 2021年11月15日 | 熱粉紅 | 現為ME:I成員                                                                        |
| 船木結       | ふなき むすぶ       | 大阪府   | ふなっき                | 2002年5月10日  | 23   | O    | 2017年6月26日  | 六期     | 2020年12月9日  | 黃綠   |                                                                                     |
| 川村文乃     | かわむら あやの     | 高知縣   | （かわむー）            | 1999年7月7日   | 25   | A    | 2017年6月26日  | 六期     | 2024年11月28日 | 淡紫   |                                                                                     |
| 太田遙香     | おおた はるか       | 北海道   | はーちゃん              | 2003年10月21日 | 21   | B    | 2018年11月23日 | 七期     | 2020年10月13日 | 亮綠   | 2020年2月28日活動休止。                                                             |

## 團名
- 團體結成（2009年）至2014年底，團名為「S/mileage」。「S/mileage」包括以下的含意
  - smile(微笑) + mileage(英哩數) = 希望讓大家累積大量的笑容
  - smile(微笑) + age(世代) = 微笑世代
  - 這個名字是希望成員4人能永遠保持笑容地繼續歌唱下去。

- 2014年12月18日起，團名改為「ANGERME」，為成員中西香菜所提出。團名「ANGERME」是兩個法語詞 - 天使（ange）和眼涙（larme）組成。寓意「擁有天使般温柔的心，亦有讓人感動及流涙的情感和力量。」

## 特色
- 是第一隊由Hello Pro Egg正式升格的組合。（因為由Hello Pro Egg升格的都是個人升格的，組合升格反而是第1隊。）
- 小川畢業前所有單曲的站位都是一樣的。（由左至右小川→前田→和田→福田）。
- 除了小川以外的成員在2009年9月23日前曾參加並活動於守護甜心EGG!（しゅごキャラエッグ!）。
- 在所有的獨立單曲當中，歌曲的第1句SOLO都是由前田所演唱的。[1]

## 歷史

### 2009
- 4月4日，「2009 ハロー!プロジェクト新人公演4月 ～横浜HOP!～」中發表和田彩花、前田憂佳、福田花音、小川紗季將組成新團體。
- 5月8日，製作人淳君於部落格中發表了新團體的名稱為“S/mileage”[2]。
- 6月7日，「2009 ハロー!プロジェクト新人公演6月 ～中野STEP!～」的會場販賣獨立製作出道單曲「ぁまのじゃく」。
- 8月26日，和田、前田、褔田三人從守護甜心EGG!中畢業。
- 9月23日，「2009ハロー！プロジェクト新人公演9月～横浜JUMP!～」的會場販賣第二張獨立製作單曲「あすはデートなのに、今すぐ声が聞きたい」。
- 11月23日，「2009ハロー！プロジェクト新人公演11月～横浜FIRE!～」的會場販賣第三張獨立製作單曲「スキちゃん」。發表將於明年春天從Hello! pro EGG中畢業，並正式出道。
- 12月15日，S／mileage官方名稱變更為片假名表記的「スマイレージ」。

### 2010
- 2月26日，開設官方網站[3]及官方 Twitter 帳戶。
- 2月28日，以嘉賓身份參加2010年LIVE 2月。
- 2月28日，製作人淳君決定，從2月28日～3月25日，必須收集到10000張笑容的照片，作為出道條件[4]。
- 3月14日，「スペシャルジョイント2010春 〜感謝満開！真野恵里菜2周年突入＆S/mileageメジャーデビューへ桜咲け！ライブ〜」的會場販賣第四張獨立製作單曲「オトナになるって難しい！！！」。
- 3月27日，「ハロー！プロジェクト新人公演3月～横浜GOLD!～」中從Hello! Project Egg卒業。
- 5月26日，發行出道單曲《做夢的 15歲》。
- 5月30日，於MUSIC JAPAN出演，同場還有師姐早安少女組。另有AKB48等多個組合。
- 8月30～31日，於澀谷C.C.Lemon Hall出演「Idol Unit Summer Festival 2010」。[5]
- 12月30日，獲得第52屆日本唱片大賞最優秀新人賞[6]。

### 2011
- 5月29日，由製作人淳君宣佈舉辦新成員甄選[7]。
- 7月，進入合宿階段的參賽者：竹内朱莉、勝田里奈、宮本佳林、小田櫻、小數賀芙由香、田村芽實、青柳櫻佳、山賀香菜惠、中西香菜、藤井梨央、宮崎由加和張多然12位。
- 8月3日，發行初代四名成員最後一張單曲，第六單《有頂天LOVE》。
- 8月14日，發表中西香菜、小數賀芙由香、竹内朱莉、勝田里奈、田村芽實以準成員身分加入。
- 8月24日，宣佈成員小川紗季將在8月27日於名古屋東別院HALL舉辦的『有頂天LOVE』演唱會活動後，從S/mileage以及早安家族畢業。
- 8月27日，小川紗季正式畢業，退出藝能界。
- 9月9日，準成員小数賀芙由香因「重度貧血」，必須避免劇烈運動並進行數個月的治療，宣佈退出S/mileage。治療回復後，將以Hello! Project Egg的身分重新開始。
- 9月15日，開設四位準成員的『Ameba』部落格[8]。
- 9月28日，發行準成員加入後的第一張單曲，第七單《站起來女孩》。
- 10月16日，四位準成員中西香菜、竹内朱莉、勝田里奈、田村芽實升格為正式成員[9]。
- 10月25日，宣佈成員前田憂佳因升學關係，將於12月31日，從S/mileage及早安家族畢業[10]。
- 12月28日，發行第八張單曲《Please Miniskirt Postwoman!》，為前田畢業前的最後一單，亦是出道以來最高銷量單曲（36,513）。
- 12月31日，前田憂佳於「S/mileage Mega Bank vol.4」出演完畢後，正式畢業，退出藝能界[11]。

### 2012
- 1月11日，與早安家族成員共演『數學女子學園』，日本電視台由2012年1月11日開始每週星期三24:59 - 25:29（JST）播放。
- 1月31日，關閉前成員前田憂佳的部落格「Hi！ゆうか放送局です。」[12]。
- 6月11日，出演 Mister Donuts CM。
- 8月11日，六人初次主演的恐怖電影『怪談新耳袋 異形』上映[13]。
- 8月26日，參加24時間テレビ35「愛は地球を救う」活動。

### 2013
- 1月6日，二期成員廣播節目「SS1422」開始[14]。
- 5月11日，舉辦第二次巴士旅遊「スマイレージ休日倶楽部２ ～あなたの笑顔に逢えますように。in 伊豆～」。
- 6月22日，スマイレージ全體成員擔任「保齡球之日」PR應援的團長[15]。
- 6月30日，田村芽實擔任大阪所舉辦的「世界大恐竜展」的聲音導覽[16]。
- 7月16日，中西香菜與竹內朱莉參加歐力士對樂天職棒比賽的開球儀式[17]。

### 2014
- 7月15日，首次踏上武道館舉行演唱會《S/mileage Live 2014夏 FULL CHARGE ～715日本武道館～》。
- 9月24日，因商標權侵害的問題決定改名，向全國粉絲募集新團名，並發表10月4日將宣布由ハロプロ研修生中選出3期生。
- 10月4日，3期成员室田瑞希、佐佐木莉佳子、相川茉穗加入。
- 12月17日，宣布新團名“ANGERME”，並將於2015年2月4日發售改名後第一張單曲。

### 2015
- 1月1日，更名為ANGERME。
- 5月20日，成員福田花音於Hello! Project YouTube 節目「ハロ！ステ」中宣佈將於2015年秋天正式從ANGERME及Hello! Project中畢業。
- 5月26日，ANGERME於日本武道館舉行演唱會「ANGERME STARTING LIVE TOUR SPECIAL @ 日本武道館 『大器晩成』」。早前，宣佈畢業的成員福田花音定於11月29日，在日本武道館舉行畢業演唱會。
- 6月24日，成員和田彩花於Hello! Project YouTube 節目「ハロ！ステ」中宣佈舉辦新成員甄選。
- 11月11日，成員福田花音畢業單曲、第20張單曲《高人一等就不會被打壓 / 逆轉勝 / 我》發行。同日宣佈四期成員上國料萌衣加入ANGERME。
- 11月29日，於日本武道館舉行演唱會『ANGERME First Tour Concert 2015秋「百花繚乱」〜福田花音畢業Special〜』 。福田花音畢業、中西香菜和竹內朱莉被任命為副隊長。
- 12月20日，成員田村芽實宣佈將於2016年春天正式從ANGERME及Hello! Project中畢業。

### 2016
- 5月30日，於日本武道館舉行演唱會『ANGERME Concert Tour 2016春 九位一體 ～田村芽實畢業Special～』中，正式從ANGERME和Hello!Project畢業。
- 7月16日，於早安家族演唱會『Hello!Project 2016 SUMMER～Sunshine Parade～』上宣佈五期成員、ハロプロ研修生笠原桃奈加入。

### 2017
- 1月11日，相川茉穗因被診斷患上恐慌症暫時停止所有活動。
- 6月26日，於ハロ！ステ影片中宣佈加入六期成員為從Country Girls移籍的船木結及ハロプロ研修生川村文乃。
- 7月12日，官網公告，日前被診斷出恐慌症的相川茉穗近日狀況雖有好轉，日常生活中也無其症狀發作，但若是長時間處於人多或是緊張的狀況下，仍有再復發的可能性。儘管本人向事務所表達繼續活動的意願，但仍有其疑慮。今後仍會再多做觀察，至少休養至秋季巡迴演唱會結束。
- 12月31日，官網公告，相川茉穗從ANGERME及早安家族中畢業。

### 2018
- 4月5日，官網公告，和田彩花將於2019年ANGERME春季巡迴演唱會結束後從該團體及早安家族畢業。
- 11月19日，於深夜節目「The Girls Live」上宣佈加入新成員，11月23日於「パシフィコ横浜国内大ホール」中公佈新成員為「太田遥香」及「伊勢鈴蘭」，兩人皆為北海道出身。

### 2019
- 5月25日，於「ANGERME Concert Tour 春 ~輪迴轉生~」千葉午場公演宣布在和田彩花畢業後由二期成員竹內朱莉擔任隊長。另外，由同樣也是二期成員的中西香菜續任副隊長及六期成員川村文乃擔任新副隊長。
- 6月26日，二期成員勝田里奈於Hello!Project官方網頁中發表，以因「希望從事時裝有關的工作」為由，於同年9月25日在パシフィコ横浜で的演唱會中,從ANGERME和Hello!Project畢業。畢業後將以自己喜歡且感興趣的「時尚」做為主要演藝活動。
- 9月30日，於早安家族官方網站上公布，二期成員中西香菜將在12月10日於豊洲PIT的演唱會後，從ANGERME以及早安家族畢業。畢業後也將從藝能界引退。
- 10月18日，於早安家族官方網站上宣布，六期成員船木結將於2020年3月從ANGERME以及早安家族畢業。畢業後會先暫停所有藝能活動。

### 2020年
- 1月22日，早安家族官方網站上宣布，三期成員室田瑞希將於2020年3月22日於明治神宮會館舉辦的「Hello! Project ひなフェス 2020 ～被災地復興支援・東北を元気に！～アンジュルムプレミアム公演」結束後從ANGERME及早安家族畢業；而原定於2020年3月畢業的六期成員船木結將延後至春季巡迴演唱會結束後畢業。
- 2月28日，官方公告，成員太田遙香因違反公司規定，將暫停所有藝能活動，予以懲戒。活動再開日期未定。
- 10月13日，官方公告，太田遙香 從ANGERME脫退，並且將以回到早安家族為目標重新進行訓練，形同降格回到研修生。

## 作品
唱片由hachama發行，台灣及香港地區由豐華唱片代理。豐華唱片於2019年因合約到期而結束代理。2022年台灣及香港地區於由KCM PRODUCTIONS代理。

### 單曲
|                     | 發行日              | 單曲                                                                                         | 中譯標題                                                                       | 週間單曲榜          | 累計銷量            | 概要 | 所屬專輯                                         |
| 以「S/mileage」名義 | 以「S/mileage」名義 | 以「S/mileage」名義                                                                          | 以「S/mileage」名義                                                            | 以「S/mileage」名義 | 以「S/mileage」名義 | 以「S/mileage」名義 | 以「S/mileage」名義                              |
| ------------------- | ------------------- | -------------------------------------------------------------------------------------------- | ------------------------------------------------------------------------------ | ------------------- | ------------------- | --- | ------------------------------------------------ |
| -                   | 2009年6月7日        |                                                                                              | 鬧彆扭                                                                         | -                   | -                   | 獨立製作 | 壞孩子①                                          |
| -                   | 2009年9月23日       |                                                                                              | 雖然明天就要約會了，但現在就想聽到你的聲音                                     | -                   | -                   | 獨立製作 | 壞孩子①                                          |
| -                   | 2009年11月23日      |                                                                                              | 喜歡                                                                           | 159                 | 399                 | 獨立製作 | 壞孩子①                                          |
| -                   | 2010年3月14日       |                                                                                              | 當大人好難!!!                                                                  | 42                  | 2,290               | 獨立製作 | 壞孩子①                                          |
| 01st                | 2010年5月26日       |                                                                                              | 做夢的 15歲                                                                    | 5                   | 24,521              | 出道單曲、第52回日本唱片大獎「最優秀新人賞」的獲獎曲                                                                        | 壞孩子①                                          |
| 02nd                | 2010年7月28日       |                                                                                              | ○○不用努力也可以啦!!                                                           | 6                   | 24,489              | | 壞孩子①                                          |
| 03rd                | 2010年9月29日       |                                                                                              | 以相同時薪工作著朋友的美人媽媽                                                 | 5                   | 29,533              | | 壞孩子①                                          |
| 04th                | 2011年2月9日        |                                                                                              | 短髮                                                                           | 5                   | 22,831              | | S/mileage 精選輯完全版①                          |
| 05th                | 2011年4月27日       |                                                                                              | 噓聲的愛 Buu!                                                                  | 6                   | 20,954              | | S/mileage 精選輯完全版①                          |
| 06th                | 2011年8月3日        |                                                                                              | 有頂天LOVE                                                                     | 5                   | 33,823              | 一期成員小川紗季的畢業單曲                                                                                                  | S/mileage 精選輯完全版①                          |
| 07th                | 2011年9月28日       |                                                                                              | 站起來女孩                                                                     | 4                   | 26,328              | 準成員中西香菜、小數賀芙由香、竹內朱莉、勝田里奈、田村芽實加入、小數賀芙由香的畢業單曲                                      | S/mileage 精選輯完全版①                          |
| 08th                | 2011年12月28日      |                                                                                              | Please Miniskirt Postwoman!                                                    | 5                   | 36,513              | 成員中西香菜、竹內朱莉、勝田里奈、田村芽實升格後第一張單曲（二期）、一期成員前田憂佳的畢業單曲                              | S/mileage 精選輯完全版①                          |
| 09th                | 2012年2月1日        |                                                                                              | 請等一下!                                                                      | 6                   | 22,106              | | S/mileage 精選輯完全版①                          |
| 10th                | 2012年5月2日        |                                                                                              | 斑點比基尼                                                                     | 6                   | 22,133              | | S/mileage 精選輯完全版①                          |
| 11th                | 2012年8月22日       |                                                                                              | 喜歡喔、純情反抗期。                                                           | 7                   | 24,508              | 電影「怪談新耳袋 異形」的主題曲（你騎自行車 我坐火車回家）                                                                  | ②Smile Sensation                                 |
| 12th                | 2012年11月28日      |                                                                                              | 好冷啊。                                                                       | 6                   | 21,120              | | ②Smile Sensation                                 |
| 13th                | 2013年3月20日       |                                                                                              | 啟程出發的春天來了                                                             | 4                   | 24,289              | | ②Smile Sensation                                 |
| 14th                | 2013年7月3日        |                                                                                              | 全新的我！/大幹一場                                                            | 4                   | 27,935              | 第一張2A單曲 |                                                  |
| 15th                | 2013年12月18日      |                                                                                              | 明白嗎!? / 「好男人」                                                          | 3                   | 37,141              | 第二張2A單曲 |                                                  |
| 16th                | 2014年4月30日       |                                                                                              | 神秘的夜晚! / 十八歲的情感                                                     | 2                   | 36,616              | 第三張2A單曲 |                                                  |
| 17th                | 2014年8月20日       |                                                                                              | 啊 薄野 / 地球孕育了今天的愛                                                   | 5                   | 28,051              | 第四張2A單曲 |                                                  |
| 以「ANGERME」名義   |                     |                                                                                              |                                                                                |                     |                     | |                                                  |
| 18th                | 2015年2月4日        |                                                                                              | 大器晩成 / 少女的逆襲                                                          | 2                   | 48,578              | 第五張2A單曲、三期成員室田瑞希、相川茉穗、佐佐木莉佳子加入後第一張單曲                                                      | S/mileage / ANGERME SELECTION ALBUM 「大器晩成」 |
| 19th                | 2015年7月22日       |                                                                                              | 七轉八起 / 臥薪嘗膽 / 魔法使莎莉                                               | 2                   | 45,977              | 第一張3A單曲 | S/mileage / ANGERME SELECTION ALBUM 「大器晩成」 |
| 20th                | 2015年11月11日      |                                                                                              | 高人一等就不會被打壓 / 逆轉勝 / 我                                             | 2                   | 42,229              | 第二張3A單曲、一期成員福田花音的畢業單曲                                                                                    | 輪迴轉生 ～ANGERME Past, Present & Future～      |
| 21st                | 2016年4月27日       |                                                                                              | 接連不斷 / 糸島Distance / 戀愛已經開始                                         | 2                   | 56,865              | 第三張3A單曲、二期成員田村芽實的畢業單曲、四期成員上國料萌衣加入後第一張單曲                                                | 輪迴轉生 ～ANGERME Past, Present & Future～      |
| 22nd                | 2016年10月19日      |                                                                                              | 無法形容 / 因為愛人類才進化到今時今日 因為愛人類才徹底退化 / 忘記你的一切      | 3                   | 35,991              | 第四張3A單曲、三期成員相川茉穗最後一張單曲、五期成員笠原桃奈加入後第一張單曲。                                              | 輪迴轉生 ～ANGERME Past, Present & Future～      |
| 23rd                | 2017年6月21日       |                                                                                              | 有了愛什麼都不需要 / 淚色的決意 / 魔女小惠                                     | 3                   | 48,793              | 第五張3A單曲 | 輪迴轉生 ～ANGERME Past, Present & Future～      |
| --                  | 2017年12月13日      |                                                                                              | Manner Mode / 一如既往般美麗 / 你並不孤單...friends                            | 2                   | -                   | 首張DVD單曲、六期成員船木結、川村文乃加入後第一張單曲                                                                       | 輪迴轉生 ～ANGERME Past, Present & Future～      |
| 24th                | 2018年5月9日        | 泣けないぜ...共感詐欺 / Uraha=Lover / 君だけじゃないさ...friends（2018アコースティックVer.） | 我不能哭...同情欺詐 / Uraha=Lover / 你不孤單......friends (2018 Acoustic Ver.) | 2                   | 54,245              | 第六張3A單曲。 | 輪迴轉生 ～ANGERME Past, Present & Future～      |
| 25th                | 2018年10月31日      |                                                                                              | 人各有所好 / 46億年LOVE                                                        | 5                   | 50,202              | 第六張2A單曲。 | 輪迴轉生 ～ANGERME Past, Present & Future～      |
| 26th                | 2019年4月10日       |                                                                                              | 戀愛是Accha Accha / 做夢了 15年                                                | 2                   | 55,568              | 第七張2A單曲、一期成員和田彩花的畢業單曲、二期成員勝田里奈最後一張單曲、第七期成員太田遙香、伊勢鈴蘭加入後第一張單曲。      | 輪迴轉生 ～ANGERME Past, Present & Future～      |
| 27th                | 2019年11月20日      |                                                                                              | 我創造了我 / 根本無法起床的SUNDAY                                              | 1                   | 76,588              | 第八張2A單曲、二期成員中西香菜和三期成員室田瑞希的畢業單曲、七期成員太田遙香最後一張單曲 第八期成員橋迫鈴加入後第一張單曲。 | BIG LOVE                                         |
| 28th                | 2020年8月26日       |                                                                                              | 有限的Moment / Mirror Mirror                                                   | 4                   | 36,678              | 第九張2A單曲、六期成員船木結的畢業單曲                                                                                      | BIG LOVE                                         |
| 29th                | 2021年6月23日       |                                                                                              | 痛痛快快地去做吧 / 無法游泳的Mermaid / 被愛的途徑A or B?                       | 4                   | 55,381              | 第七張3A單曲，五期成員笠原桃奈最後一張單曲、九期成員川名凛、為永幸音、松本若菜加入後首張單曲。                              | BIG LOVE                                         |
| 30th                | 2022年5月11日       |                                                                                              | 愛・魔性 / 不要以這種炫耀的方式這樣做! / 摯愛的Human Life                      | 1                   | 61,277              | 第八張3A單曲，十期成員平山遊季加入後首張單曲。                                                                              | BIG LOVE                                         |
| 31st                | 2022年10月19日      |                                                                                              | 真令人沮喪 / Piece of Peace ～幸福的拼圖～                                     | 5                   | 47,034              | 第十張2A單曲 | BIG LOVE                                         |
| 32nd                | 2023年6月14日       |                                                                                              | 愛的野獸 / 同窗會                                                              | 2                   | 49,082              | 第十一張2A單曲，二期成員竹內朱莉畢業單曲。                                                                                  |                                                  |
| 33rd                | 2023年12月13日      |                                                                                              | RED LINE / Life is Beautiful!                                                  | 2                   | 43,812              | 第十二張2A單曲，十一期成員下井谷幸穂、後藤花加入後首張單曲。                                                                |                                                  |
| 34th                | 2024年6月12日       |                                                                                              | 美麗一擊 / 傳聞中的自戀狂 / THANK YOU, HELLO GOOD BYE                          |                     |                     | 第九張3A單曲，三期成員佐佐木莉佳子的畢業單曲                                                                                |                                                  |

#### 單曲在Oricon成績統計
- 最高銷量單曲：我創造了我 / 根本無法起床的SUNDAY，賣出 76,588張
- 最高銷量排名單曲：我創造了我 / 根本無法起床的SUNDAY、愛・魔性 / 不要以這種炫耀的方式這樣做! / 摯愛的Human Life，第1位
- 最低銷量單曲：噓聲的愛 Buu!，賣出20,954張
- 最低銷量排名單曲：喜歡喔、純情反抗期。，第7位
- 銷量創新高的單曲：以相同時薪工作著朋友的美人媽媽、有頂天LOVE、Please Miniskirt Postwoman!、明白嗎!? / 「好男人」、大器晩成 / 少女的逆襲、接連不斷 / 糸島Distance / 戀愛已經開始、我創造了我 / 根本無法起床的SUNDAY，共七首
- 銷量創新低的單曲：短髮、噓聲的愛 Buu!，共兩首。
- 週間第一位的單曲：27th。
- 日間第一位的單曲：啟程出發的春天來了、大器晩成 / 少女的逆襲、高人一等就不會被打壓 / 逆轉勝 / 我、我創造了我 / 根本無法起床的SUNDAY
- 所有單曲均在Oricon週間銷量排名7位或以上。

### 專輯
|      | 發行日        | 專輯 | 中譯標題                                    | 週間專輯榜 | 累計銷量 |
| ---- | ------------- | ---- | ------------------------------------------- | ---------- | -------- |
| 01st | 2010年12月8日 |      | 壞孩子①                                     | 18         | 8,905    |
| 02nd | 2013年5月22日 |      | ②Smile Sensation                            | 13         | 6,759    |
| 03rd | 2019年5月15日 |      | 輪迴轉生 ～ANGERME Past, Present & Future～ | 5          | 11,081   |
| 04th | 2023年3月22日 |      | BIG LOVE                                    | 4          | 23,680   |

### 精選專輯
|      | 發行日         | 專輯 | 中譯標題                                         | 週間專輯榜 | 累計銷量 |
| ---- | -------------- | ---- | ------------------------------------------------ | ---------- | -------- |
| 01st | 2012年5月30日  |      | S/mileage 精選輯完全版①                          | 13         | 8,095    |
| 02nd | 2015年11月25日 |      | S/mileage / ANGERME SELECTION ALBUM 「大器晩成」 | 17         | 9,762+   |

### 其他
|      | 發行日         | 單曲 | 中譯標題                                     | 週間單曲榜 | 累計銷量 | 概要 | 所屬專輯      |
| ---- | -------------- | ---- | -------------------------------------------- | ---------- | -------- | --- | ------------- |
| 01st | 2011年11月16日 |      | 不醜陋的哲學                                 | 4          | 56,291   | 以「Mobekimasu」名義發行，早安少女組。、Berryz工房、℃-ute、真野惠里菜、S/mileage的合作單曲 | Petit Best 12 |
| 02nd | 2011年12月21日 |      | 別認輸 Wasshoi!                              | -          | -        | 以「Bekimasu」名義發行，Berryz工房、℃-ute、真野惠里菜、S/mileage的合作單曲 | Petit Best 12 |
| 03rd | 2012年11月7日  |      | 白菜白皮書 / Forest Time                     | 53         | 2,171    | 「白菜白皮書」是以「Peaberry」名義發行，早安少女組。的鞘師里保和S/mileage的和田彩花的合作單曲; 「Forest Time」是以「Harvest」名義發行，早安少女組。的生田衣梨奈、石田亞佑美、佐藤優樹和S/mileage的竹內朱莉的合作單曲 |               |
| 04th | 2013年2月27日  |      | 白菜白皮書～春篇～                           | 8          | 13,919   | 「白菜白皮書～春篇～」是「白菜白皮書」的續曲，以「Peaberry」名義發行，早安少女組。的鞘師里保和S/mileage的和田彩花的合作單曲 |               |
| 05th | 2013年8月7日   |      | 人魚小姐 / Eiya-sa! Brother / 清理海灘的男孩 | 80         | 1,636    | 「人魚小姐」是以「Dia-Lady」名義發行，Berryz工房的菅谷梨沙子和℃-ute的鈴木愛理的合作單曲; 「Eiya-sa! Brother」是以「Mellowquad」名義發行，Berryz工房的徳永千奈美、夏燒雅和℃-ute的矢島舞美、岡井千聖的合作單曲; 「清理海灘的男孩」是以「HI-FIN」名義發行，早安少女組。的生田衣梨奈、石田亞佑美、℃-ute的中島早貴、萩原舞和S/mileage的福田花音的合作單曲 |               |

### DVD（Single V）
獨立製作時期發行
1. シングルV「ぁまのじゃく」（2009年7月19日）
2. シングルV「あすはデートなのに、今すぐ声が聞きたい」（2009年10月6日）
3. シングルV「スキちゃん」（2010年1月2日）
4. シングルV「オトナになるって難しい！！！」（2010年4月3日）

正式發行
1. シングルV「夢見る 15歳 (読み:フィフティーン)」（2010年6月2日）
2. シングルV「○○ がんばらなくてもええねんで！！」（2010年8月4日）
3. シングルV「同じ時給で働く友達の美人ママ」（2010年10月6日）
4. シングルV「恋にBooing ブー！」（2011年5月11日）
5. シングルV「有頂天LOVE」（2011年8月10日）
6. シングルV「タチアガール」（2011年10月12日）
7. シングルV「プリーズ ミニスカ ポストウーマン！」（2012年1月11日）
8. シングルV「チョトマテクダサイ！」（2012年2月8日）
9. シングルV「好きよ、純情反抗期。」（2012年8月29日）
10. シングルV「寒いね。」（2012年12月5日）

### DVD/Blu-ray（Music V Collection）
1. S/mileage的Music V Collection ①（2011年2月16日）
2. S/mileage 全單曲 MUSIC VIDEO Blu-ray File 2011（2011年12月21日/Blu-ray）
3. S/mileage的Music V Collection ②（2012年5月16日/DVD、6月13日/Blu-ray）

### DVD（演唱會）
1. 特別聯合 2010春 ～感謝滿開! 真野惠里菜2周年突入 & S/mileage主流出道 櫻花盛放! Live（2010年6月16日）
2. S/mileage 1st Live Tour 2010秋 ～惡魔的微笑 天使的微笑～（2010年12月29日/DVD、2011年7月13日/Blu-ray）
3. ℃-ute & S/mileage Premium Live 2011春 ～℃ & S 聯合大作戰～（2011年7月13日/DVD、8月3日/Blu-ray）
4. S/mileage 2011限定Live ～S/mile工廠～（2011年8月24日）
5. S/mileage Concert Tour 2011秋 ～逆襲之超Miniskirt～（2011年12月21日/DVD、2012年1月25日/Blu-ray）
6. 『S/mileage　精選輯完全版①』發售記念Special Concert（2012年12月5日）
7. S/mileage Live Tour 2012秋 ～有點可愛番長～（2013年2月20日/DVD、Blu-ray）
8. S/mileage Live Tour 2013秋 ～Smile Charge～（2014年5月14日/DVD、Blu-ray）
9. S/mileage Live 2014夏 FULL CHARGE ～715 日本武道館～（2014年11月12日/DVD、Blu-ray）
10. S/mileage Live 2014秋 ～FULL CHARGE～ FINAL in O-EAST（2015年3月18日/DVD、Blu-ray）
11. S/mileage Live Tour 2014秋 ～FULL CHARGE～ FINAL in O-EAST（2015年3月18日/DVD、Blu-ray）
12. ANGERME STARTING LIVE TOUR SPECIAL @ 日本武道館 『大器晩成』（2015年8月26日/DVD、Blu-ray）
13. ANGERME First Concert Tour 2015秋 『百花繚亂』 ～福田花音 畢業Special～（2016年3月2日/DVD、Blu-ray）

## 寫真集
1. （2010年12月20日）
2. （2011年9月26日、ワニブックス）
3. スマイレージ② 〜あやかのん18歳の約束〜（2013年4月25日、ワニブックス、撮影：佐藤裕之）

### 成員個人寫真集
1. 前田憂佳第一本個人寫真集「前田憂佳 15才」（2010年7月23日）
2. 和田彩花第一本個人寫真集「和田彩花 16」（2011年2月25日）
3. 前田憂佳第二本個人寫真集「『See You-karin』」（2011年12月20日）
4. 和田彩花第二本個人寫真集「『彩 -aya-』」（2012年2月15日）
5. 福田花音第一本個人寫真集「かにょん17」（2012年12月15日）

## 演唱會、活動
| 演唱活動名稱                                                            | 日期時間・場地               |
| ----------------------------------------------------------------------- | ---------------------------- |
|                                                                         |                              |
| 2011 年                                                                 |                              |
|                                                                         | 4月9日 - 6月25日 4都市13公演 |
| 2012 年                                                                 |                              |
|                                                                         | 6月22日、ステラボール        |
| 2013 年                                                                 |                              |
|                                                                         | 3月2日 - 3日、1都市3公演     |
| 日比谷野音90周年記念事業 Hello! Project 野音プレミアムLIVE ～外フェス～ | 5月19日、日比谷野外大音楽堂  |
| Hello！Project COUNTDOWN PARTY 2013 ～ GOOD BYE & HELLO ! ～            | 12月31日、中野サンプラザ     |
| 2014 年                                                                 |                              |
|                                                                         | 3月29～30日、1都市4公演      |

| 演唱會名稱                                                                                                 | 日期時間・場地                |
| --- | ----------------------------- |
| |                               |
| 2009年 |                               |
| 2009 ハロー!プロジェクト新人公演6月 〜中野STEP!〜                                                          | 6月7日、中野サンプラザ        |
| Hello!Project 2009 SUMMER 革命元年 ～ Hello！チャンプル ～                                                 | 7月19日～8月9日 3都市12公演   |
| 2009ハロー!プロジェクト新人公演11月〜横浜FIRE！〜                                                          | 11月23日、横浜BLITZ           |
| 2010年 |                               |
| Hello! Project 2010 Winter 歌超風月 ～モベキマス！～                                                       | 1月2日～23日 3都市14公演      |
| Hello! Project 2010 Winter 歌超風月 ～Shuffle Date～                                                       | 1月5日～24日 3都市8公演       |
| スペシャルジョイント2010春～感謝満開！真野恵里菜２周年突入 ＆ S/mileage メジャーデビューへ桜咲け！ライブ～ | 3月14～4月3日 3都市3公演      |
| Hello! Project 2010 SUMMER ～ファンコラ！～                                                                | 7月18日～8月8日 4都市14公演   |
| スマイレージ 1stライブツアー2010秋 ～デビルスマイル エンジェルスマイル～                                   | 10月9日～11月3日              |
| 2011年 |                               |
| Hello! Project 2011 WINTER ～歓迎新鮮まつり～                                                              | 1月2日～23日 3都市20公演      |
| スマイレージ 2011 春 Limited Live "S/mile Factory"                                                         | 6月12日                       |
| Hello!Project 2011 SUMMER 〜ニッポンの未来は〜                                                             | 7月16日～8月14日 3都市18公演  |
| スマイレージコンサートツアー2011秋 〜逆襲の超ミニスカート〜                                                | 9月10日～10月8日 3都市3公演   |
| スマイレージライブハウスツアー2011秋 〜逆襲の超ミニスカート・ミニ〜                                        | 9月23日～10月23日 4都市4公演  |
| 2012年 |                               |
| Hello!Project 2012 WINTER 〜ハロ☆プロ天国〜                                                                | 1月2日～22日 3都市19公演      |
| スマイレージ ベストアルバム完全版①発売記念スペシャルコンサート                                             | 6月24日                       |
| Hello!Project 誕生15周年記念Live 2012 夏                                                                   | 7月21日～8月19日 3都市18公演  |
| スマイレージ ライブツアー2012秋 〜ちょいカワ番長〜                                                         | 9月23日～11月10日 7會場16公演 |
| 2013年 |                               |
| Hello! Project 誕生15周年記念Live 2013 冬                                                                  | 1月2日～2月3日 5都市24公演    |
| Hello! Project 2013 SUMMER COOL HELLO！～ソレゾーレ！～／～マゼコーゼ！～                                  | 7月27日～8月31日 7都市22公演  |
| スマイレージ ライブツアー2013秋 〜スマイルチャージ〜                                                       | 11月12日～12月12日 7都市7公演 |
| 2014年 |                               |
| Hello! Project 2014 WINTER ～GOiSU MODE～ ＆ ～DE-HA MiX～                                                 | 1月2日～2月16日 7都市20公演   |
| スマイレージ ライブツアー2014春 ～スマイルチャージ～                                                       | 1月23日～5月25日 18都市28公演 |

### 舞台劇
- 戀愛的Hello Kitty（2009年11月11日〜19日、青山圓形劇場）
- 劇團劇哈囉第8回公演「奶奶家的咖哩飯〜微笑食譜〜」（2010年8月18日 - 22日、六本木演員座劇場）
- 劇団プロジェクト　全労済ホールスペース・ゼロ提携公演 「もしも国民が首相を選んだら 」（2013年4月24日 - 30日、全労済ホールスペース・ゼロ）
- 劇団プロジェクト　ゲキハロ第13回公演 「我らジャンヌ～少女聖戦歌劇～」（2013年9月6日 - 23日、東京：池袋サンシャイン劇場 大阪：シアターＢＲＡＶＡ！）

ミュージカル「LILIUM-リリウム 少女純潔歌劇」（2014年6月5日～15日、東京池袋サンシャイン劇場；6月20～21日、大阪森ノ宮ピロティーホール）

## 演出

### 電視劇
- （2010年1月）

### 番組
- 美女学（2010年4月1日～2011年4月14日、テレビ東京）
- なるほどプレゼンター!花咲かタイムズ「花咲かディズニー」（2010年7月31日～2012年3月31日、CBCテレビ）
- ハロプロ!TIME（2011年4月21日～2012年5月31日、テレビ東京）
- ハロー!SATOYAMAライフ（2012年6月7日～2013年16月26日、テレビ東京）
- The Girls Live（2014年1月9日～、テレビ東京）

### 映画
- 怪談新耳袋 異形（2012年8月11日）全員主演。

## 雜誌
注：以下爲團體拍攝，不包括個人拍攝的雜誌。 　　
- 「周刊少年champion」（2010年5月20日、7月1日）
- 「ヤンヤン」（2010年5月25日、7月24日）
- 「BIG ONE」（2010年5月25日）
- 「memew」（2010年5月27日）
- 「日経エンタテインメント！」（2010年6月4日）
- 「CD&DLでーた」（2010年7月4日）
- 「週刊SPA!」（2010年7月6日）
- 「アニカンR 」（表紙）（2010年7月28日）
- 「週刊ファミ通」（2010年7月29日）
- 「電撃ゲームス Vol.11」（2010年7月29日）
- 「FRIDAY」（2010年7月30日）
- 「Gザテレビジョン」（2010年8月5日）
- 「memew」(表紙)（2010年8月27日）

## 外部連結
- アンジュルム （页面存档备份，存于） - ハロー!プロジェクト オフィシャルサイト
- アンジュルム （页面存档备份，存于） - UP-FRONT WORKS
- アンジュルムオフィシャルファンクラブページ （页面存档备份，存于） - ハロー!プロジェクト オフィシャルファンクラブ
- YouTube上的
- ANGERME的X（前Twitter）
- ANGERME (アンジュルム)的Instagram帳戶
- Angerme的Facebook專頁
- ANGERME的TikTok
- 官方博客
  - アンジュルム オフィシャルブログ「アンジュルムアメリカにっき」 （页面存档备份，存于） - 竹内ブログ
  - アンジュルム メンバー オフィシャルブログ （页面存档备份，存于） - 佐々木・上國料・笠原・船木・川村ブログ
  - アンジュルム新メンバーオフィシャルブログ （页面存档备份，存于） - 伊勢・橋迫・川名・為永・松本ブログ

| 前任： BIGBANG | 日本唱片大獎最優秀新人獎 2010 | 繼任： Fairies |